# Qualificazioni al campionato mondiale di calcio 2018 - UEFA - Fase a gironi, gruppo B
Questo è il gruppo B, uno dei 9 gruppi sorteggiati dalla FIFA valevoli per le qualificazioni al campionato mondiale di calcio 2018 per la UEFA. Il gruppo è composto da 6 squadre che sono: Portogallo (testa di serie e posizione numero 4 del ranking mondiale al momento del sorteggio), Svizzera (testa di serie e posizione 7 del ranking), Ungheria (terza fascia e posizione 31), Fær Øer (quarta fascia e posizione 74), Lettonia (quinta fascia e posizione 87) e Andorra (sesta fascia e posizione 202). Si svolge in partite di andata e ritorno per un totale di 10 giornate al termine delle quali la squadra prima in classifica si qualificherà direttamente alla fase finale del mondiale mentre la squadra seconda classificata, se risulterà tra le 8 migliori seconde, dovrà disputare un turno di spareggio per ottenere la qualificazione al mondiale 2018.

## Classifica
| Pos. | Squadra    | Pt | G  | V | N | P | GF | GS | DR  |
| ---- | ---------- | -- | -- | - | - | - | -- | -- | --- |
| 1.   | Portogallo | 27 | 10 | 9 | 0 | 1 | 32 | 4  | +28 |
| 2.   | Svizzera   | 27 | 10 | 9 | 0 | 1 | 23 | 7  | +16 |
| 3.   | Ungheria   | 13 | 10 | 4 | 1 | 5 | 14 | 14 | 0   |
| 4.   | Fær Øer    | 9  | 10 | 2 | 3 | 5 | 4  | 16 | -12 |
| 5.   | Lettonia   | 7  | 10 | 2 | 1 | 7 | 7  | 18 | -11 |
| 6.   | Andorra    | 4  | 10 | 1 | 1 | 8 | 2  | 23 | -21 |

Il regolamento prevede i seguenti criteri (in ordine d'importanza dal primo all'ultimo) per stabilire la classifica del girone:
- Maggior numero di punti ottenuti
- Miglior differenza reti
- Maggior numero di gol segnati

Nel caso in cui due o più squadre siano pari nei criteri sopraddetti, per determinare quale formazione sia avanti si considera:
- Maggior numero di punti ottenuti negli incontri fra le squadre a pari punti
- Miglior differenza reti negli incontri fra le squadre a pari punti
- Maggior numero di gol segnati negli incontri fra le squadre a pari punti
- Maggior numero di gol segnati in trasferta negli incontri fra le squadre a pari punti
- Miglior punteggio nella graduatoria del fair play
- Sorteggio a opera del Comitato Organizzativo della FIFA

## Risultati

### 1ª giornata
| Arbitro: | Antonio Mateu Lahoz |

|                        |           |  |
| Embolo 23’ Mehmedi 30’ | Marcatori |  |

| Tórshavn 6 settembre 2016, ore 20:45 CEST | Fær Øer       | 0 – 0 referto | Ungheria | Tórsvøllur (4 066 spett.)\| Arbitro: \| Slavko Vinčić \| |
| Arbitro:                                  | Slavko Vinčić |               |          |                                                          |

| Arbitro: | Clayton Pisani |

|  |           |            |
|  | Marcatori | 48’ Šabala |

### 2ª giornata
| Arbitro: | Björn Kuipers |

|                 |           |                                         |
| Szalai 53’, 71’ | Marcatori | 51’ Seferović 67’ Rodríguez 89’ Stocker |

| Arbitro: | Serhij Bojko |

|  |           |                              |
|  | Marcatori | 19’ Nattestad 70’ Edmundsson |

| Arbitro: | Oliver Drachta |

|                                                                     |           |  |
| Cristiano Ronaldo 2’, 4’, 47’, 68’ João Cancelo 44’ André Silva 86’ | Marcatori |  |

### 3ª giornata
| Arbitro: | John Beaton |

|                |           |                              |
| Martínez 90+1’ | Marcatori | 19’ (rig.) Schär 77’ Mehmedi |

| Arbitro: | Paweł Gil |

|  |           |                        |
|  | Marcatori | 10’ Gyurcsó 77’ Szalai |

| Arbitro: | Gediminas Mažeika |

|  |           |                                                                                     |
|  | Marcatori | 12’, 22’, 37’ A. Silva 65’ Cristiano Ronaldo 90+1’ João Moutinho 90+3’ João Cancelo |

### 4ª giornata
| Arbitro: | Christos Nicolaides |

|                                          |           |  |
| Gera 33’ Lang 43’ Gyurcsó 73’ Szalai 88’ | Marcatori |  |

| Arbitro: | Bobby Madden |

|                                                                          |           |             |
| Cristiano Ronaldo 28’ (rig.), 85’ William Carvalho 69’ Bruno Alves 90+2’ | Marcatori | 67’ Zjuzins |

| Arbitro: | Sébastien Delferière |

|                               |           |  |
| Derdiyok 27’ Lichtsteiner 83’ | Marcatori |  |

### 5ª giornata
| Arbitro: | Vladislav Bezborodov |

|           |           |  |
| Drmić 66’ | Marcatori |  |

| Andorra la Vella 25 marzo 2017, ore 18:00 CET | Andorra       | 0 – 0 referto | Fær Øer | Estadi Nacional (1 755 spett.)\| Arbitro: \| Ognjen Valjić \| |
| Arbitro:                                      | Ognjen Valjić |               |         |                                                               |

| Arbitro: | Szymon Marciniak |

|                               |           |  |
| A. Silva 32’ Ronaldo 36’, 65’ | Marcatori |  |

### 6ª giornata
| Arbitro: | Paolo Mazzoleni |

|  |           |                       |
|  | Marcatori | 36’ Xhaka 59’ Shaqiri |

| Arbitro: | István Kovács |

|  |           |                               |
|  | Marcatori | 41’, 63’ Ronaldo 67’ A. Silva |

| Arbitro: | Charalambos Kalogeropoulos |

|           |           |  |
| Rebés 26’ | Marcatori |  |

### 7ª giornata
| Arbitro: | Yevhen Aranovskiy |

|                                   |           |               |
| Kádár 6’ Szalai 26’ Dzsudzsák 68’ | Marcatori | 40’ Freimanis |

| Arbitro: | Srdjan Jovanović |

|                                                       |           |                 |
| Ronaldo 3’, 28’ (rig.), 65’ Carvalho 58’ Oliveira 85’ | Marcatori | 38’ Baldvinsson |

| Arbitro: | Tore Hansen |

|                                     |           |  |
| Seferović 43’, 63’ Lichtsteiner 67’ | Marcatori |  |

### 8ª giornata
| Arbitro: | Alan Mario Sant |

|              |           |  |
| Sørensen 32’ | Marcatori |  |

| Arbitro: | Serdar Gözübüyük |

|  |           |                                                |
|  | Marcatori | 9’ Seferović 54’ Džemaili 58’ (rig.) Rodríguez |

| Arbitro: | Danny Makkelie |

|  |           |              |
|  | Marcatori | 48’ A. Silva |

### 9ª giornata
| Tórshavn 7 ottobre 2017, ore 18.00 CEST | Fær Øer              | 0 – 0 referto | Lettonia | Tórsvøllur (4 203 spett.)\| Arbitro: \| Robert Schörgenhofer \| |
| Arbitro:                                | Robert Schörgenhofer |               |          |                                                                 |

| Arbitro: | Miroslav Zelinka |

|  |           |                          |
|  | Marcatori | 63’ Ronaldo 86’ A. Silva |

| Arbitro: | Paolo Tagliavento |

|                                                    |           |                       |
| Xhaka 18’ Frei 20’ Zuber 43’, 49’ Lichtsteiner 83’ | Marcatori | 59’ Guzmics 89’ Ugrai |

### 10ª giornata
| Arbitro: | Roi Reinshreiber |

|          |           |  |
| Böde 81’ | Marcatori |  |

| Arbitro: | Mads-Kristoffer Kristoffersen |

|                                            |           |  |
| Ikaunieks 11’ Šabala 19’, 59’ Tarasovs 63’ | Marcatori |  |

| Arbitro: | Cüneyt Çakır |

|                              |           |  |
| Djourou 41’ (aut.) Silva 57’ | Marcatori |  |

## Statistiche

### Classifica marcatori
Ultimo aggiornamento: 10 ottobre 2017
15 gol
- Cristiano Ronaldo (2 rig.)

9 gol
- André Silva

5 gol
- Ádám Szalai

4 gol
- Haris Seferović

3 gol
- Valērijs Šabala
- Stephan Lichtsteiner

2 gol
- João Cancelo
- William Carvalho
- Admir Mehmedi
- Ricardo Rodríguez (1 rig.)
- Granit Xhaka
- Steven Zuber
- Ádám Gyurcsó

1 gol
- Cristian Martínez Alejo
- Marc Rebés
- Rógvi Baldvinsson
- Jóan Edmundsson
- Sonni Nattestad
- Gilli Sørensen
- Gints Freimanis
- Jānis Ikaunieks
- Igors Tarasovs
- Artūrs Zjuzins
- Bruno Alves
- João Moutinho
- Nélson Oliveira
- Eren Derdiyok

- Josip Drmić
- Blerim Džemaili
- Breel-Donald Embolo
- Fabian Frei
- Fabian Schär (1 rig.)
- Xherdan Shaqiri
- Valentin Stocker
- Dániel Böde
- Balázs Dzsudzsák
- Zoltán Gera
- Richárd Guzmics
- Tamás Kádár
- Ádám Lang
- Roland Ugrai

Autoreti
- Johan Djourou (1 pro  Portogallo)